# Пуща (фільм)
«Пуща» — радянський двосерійний телефільм 1987 року, знятий режисером Валентином Враговим на кіностудії «Білорусьфільм».

## Сюжет
За мотивами роману Віктора Карамазова. Ще до революції служив у пущі лісничий Никодим Зимовець. Пан заради зиску вирішив продати унікальну діброву купцю Крупеніну. Щоб врятувати діброву, Никодим дав згоду на пропозицію купця служити в нього і втратив свою свободу і самостійність. Через багато років його онук Василь Зимовець став лісником у тих самих лісах. І знову ділові люди знайшли вигідним зрубати діброву та продати деревину за кордон. Василь розумів господарську необхідність цього рішення і не чинив опір. Але якось він натрапив на записи діда, репресованого наприкінці 30-х років. З далекого минулого дід закликав його до розуму, пояснив, наскільки унікальний гай і як його знищення може негативно вплинути на весь регіон.

## У ролях
- Віталій Зікора — Нікодим Зимовець / Василь Зимовець
- Анатолій Жук — Крупєнін
- Олександра Коротаєва — Мариля / Настя
- Фома Воронецький — пан
- Августин Милованов — Ковальський
- Костянтин Воронов — Степан
- Віктор Гоголєв — дід Кулаш
- Марія Капніст — економка
- Андрій Бубашкін — єгер
- Петро Солдатов — Стахор
- Володимир Січкар — лікар
- Олександр Аржиловський — десятник
- А. Колос — мандрівниця
- Арнольд Помазан — Рисєв
- Віталій Котовицький — Лесик
- Олена Іваннікова — Ольга
- Андрій Толубєєв — Юрій Миколайович Король
- Едуард Мурашов — Семен Зимовець
- Микола Смирнов — бригадир
- Олександр Кашперов — лісоруб

## Знімальна група
- Режисер — Валентин Врагов
- Сценаристи — Василь Герасимов, П. Самсонов, Всеволод Іванов
- Оператор — Петро Кривостаненко
- Композитор — Андрій Леденьов
- Художник — Володимир Чернишов